# Tachyphyle subfulvata
Tachyphyle subfulvata là một loài bướm đêm trong họ Geometridae.